# Scala orientale
Nella scala maggiore orientale il 2º,6º e 7º grado di una normale scala maggiore sono abbassati di un semitono, sia nell'ascendere, sia nel discendere. Si può notare dalla successione intervallare che la scala maggiore orientale è presente implicitamente nella scala araba. Infatti, un altro modo per ottenere una scala maggiore orientale, prendendo come riferimento una scala araba (ad es. di Do), è quello di costruirla usando come tonica il 1º grado, cioè il Do nel nostro esempio, ed utilizzare la sequenza intervallare della scala araba, partendo dal 6º grado.
La sequenza intervallare è (t = tono, s = semitono):
s, 3s, s, t, s, t, t
La formula è:Scala orientale
1, 2♭, 3, 4, 5, 6b, 7♭, 8
Scala maggiore orientale di Do:
Do, Re♭, Mi, Fa, Sol, Lab, Si♭, Do

## Scala minore orientale
Nella musica moderna esistono tantissime scale musicali che interessano diversi generi.
Alcune scale prendono spunto soprattutto dalla musica Cinese: queste ultime sono dette scale orientali. La Scala orientale più usata nel mondo della musica Cinese è la scala minore orientale, che presenta appunto lo stile musicale Cinese.
La scala minore orientale è strutturata come la scala minore naturale, però presenta una sola diversità: la scala minore naturale è formata da tono semitono tono tono semitono tono tono, la scala minore orientale ha un semitono in più quindi è formata da tono semitono tono tono semitono tono semitono.
L'altezza di una nota indica quanto è acuto o grave un suono: la distanza tra due altezze o frequenze o note si misura con semitoni e toni nella teoria musicale e si chiama intervallo. 
Gli intervalli rappresentano la distanza tra ogni suono preso successivamente. Il semitono è la più piccola distanza che separa un suono dall'altro; mentre il tono è l'unione di due semitoni. Il semitono è di due specie: diatonico e cromatico. Il diatonico è quando è formato da due suoni di nome diverso: per esempio do – reb; cromatico quando è l'alterazione di uno stesso suono: per esempio do – do#.I toni ed i semitoni, variano di natura: tono maggiore e tono minore, semitono maggiore e semitono minore. Il tono minore ha una lieve differenza di vibrazioni in meno rispetto al maggiore, e differiscono di un comma. Quest'ultimo è una distanza appena percettibile, che deriva dalla comparazione matematica del rapporto tra due suoni. La scala minore orientale si trova usando la sequenza intervallare della scala maggiore orientale, partendo dal settimo grado.
La sequenza intervallare è (t = tono, s = semitono):
t, s, 3s, s, s, 3s, s
La formula è:
1, 2, 3♭, 4#, 5, 6♭, 7, 8
Quindi si passa dalla scala maggiore di Do
Do, Re, Mi, Fa, Sol, La, Si, Do
Alla scala minore orientale di Do:
Do, Re, Mi♭, Fa♯, Sol, La♭, Si, Do
Oppure dalla scala maggiore orientale di Do
Do, Re♭, Mi, Fa, Sol♭, La, Si♭, Do
Si ottiene la scala minore orientale di Si♭
Si♭, Do, Re♭, Mi, Fa, Sol♭, La, Si♭